# Licontinia introducens
Licontinia introducens är en insektsart som beskrevs av Walker 1858. Licontinia introducens ingår i släktet Licontinia och familjen dvärgstritar. Inga underarter finns listade i Catalogue of Life.